# Општина Кузма
Општина Кузма (словен. Kuzma) је једна од општина Помурске регије у држави Словенији. Седиште општине је истоимено насеље Кузма.

## Природне одлике
Рељеф: Општина Кузма налази се у крајњем североисточном делу Словеније, на тромеђи Словеније са Аустријом и Мађарском. То је најсевернија општина у држави. Општина се простире у крајњем северном делу области Прекомурје, који припада побрђу Горичко.
Клима: У општини влада умерено континентална клима.
Воде: На подручју општине нема већих водотока, а цела општина је у сливу Муре.

## Становништво
Општина Кузма је средње густо насељена.

## Насеља општине
- Горњи Славечи
- Долич
- Кузма
- Матјашевци
- Трдкова

## Додатно погледати
- Кузма